# King Curtis

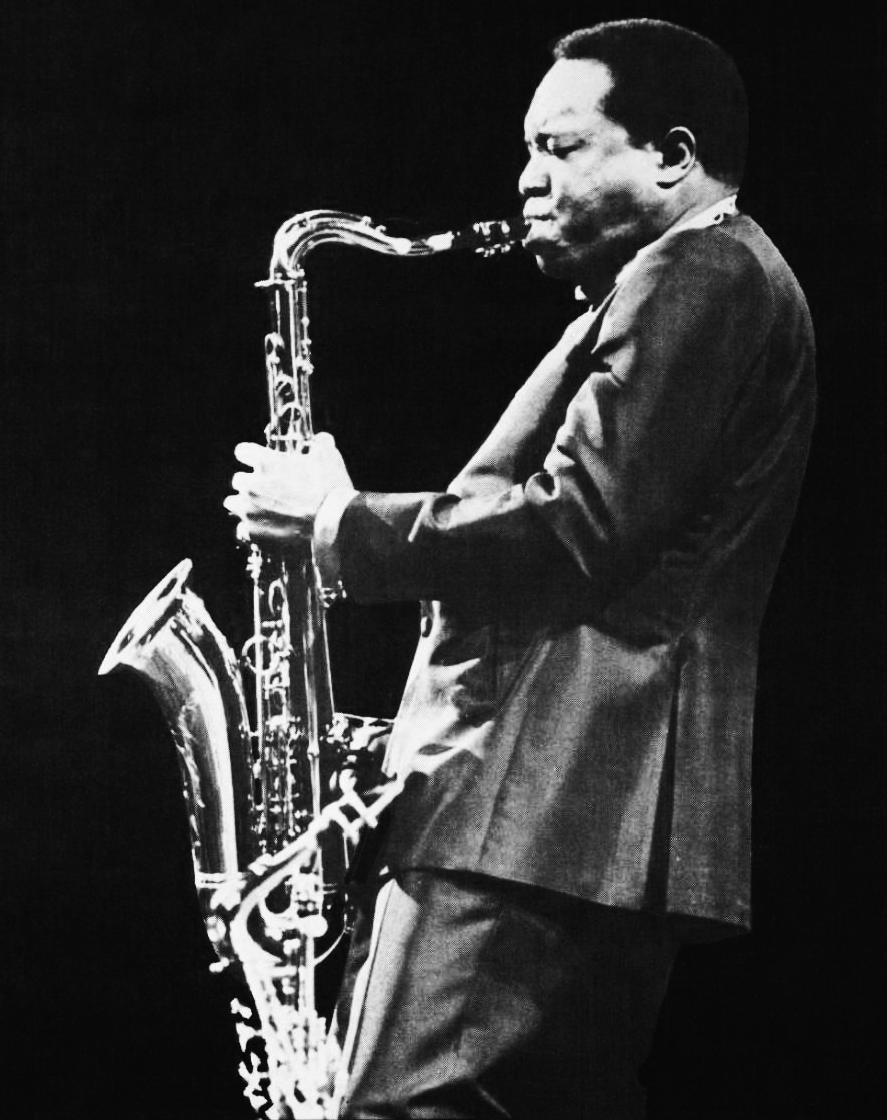
King Curtis auf einem Werbefoto für die Single Whole Lotta Love (1971)

King Curtis (eigentlich: Curtis Ousley; * 7. Februar 1934 in Fort Worth, Texas; † 13. August 1971 in New York City) war ein US-amerikanischer Tenorsaxophonist des Rock ’n’ Roll und Rhythm and Blues der 1950er und 1960er Jahre.

## Mitglied in anderen Bands
King Curtis spielte ab 1952 zunächst in den Bands von Lionel Hampton und Horace Silver. Ersichtlich erste Plattenaufnahmen stammen aus Houston vom 10. Januar 1952, nämlich der bislang unveröffentlichte Titel Bad Luck Baby (Hummingbird Records) mit dem Sänger und Pianisten Melvin Daniels für RPM. Im April 1953 entstand in Fort Worth Boogie In The Moonlight / I’ll Be There erneut für Melvin Daniels (RPM #383).

## New York

King Curtis – Steel Guitar Rag

Curtis siedelte im Jahr 1956 nach New York um. Hier spielte er zunächst mit Sonny Thompsons Band am 11. Oktober 1956 den Titel Gum Shoe ein, kurz danach entstand seine erste eigene Aufnahme als King Curtis im Dezember 1956 mit den Titeln Kings Rock / Dynamite At Midnight (Januar 1957; Apollo #507). Er wirkte bei der Originalaufnahme von Got My Mojo Working von Ann Cole & The Suburbans am 27. Januar 1957 (Baton #237) mit, die im April 1957 erschien. Berühmt wurde der Song erst in der Fassung von Muddy Waters, der den Titel bereits am 1. Dezember 1956 aufgenommen, ihn jedoch von Ann Cole übernommen hatte. Danach wurde im Juni 1957 mit dem King Curtis Orchestra der Steel Guitar Rag (DeLuxe #6142) veröffentlicht.
Wie Curtis selbst in einem Interview bestätigte, wurde er von Talentsucher Jesse Stone beim Auftritt in einem New Yorker Club für Atlantic Records entdeckt. Seine erste Single für das Tochterlabel Atco entstand am 5. Februar 1958 mit Birth Of The Blues / Just Smoochin’ (Atco #6114). Ab Oktober 1957 wurde er als Ersatz für die Atlantic-Sessionmusiker Jesse Powell, Arnett Cobb und Al Sears als Sessionspieler bei einer Vielzahl von Interpreten eingesetzt wie Chuck Willis (30. Oktober 1957 Betty And Dupree und drei weitere Titel, 14. Februar 1958 What Am I Living For, Hang Up My Rock’n Roll Shoes und 2 weitere Titel, zwischen Februar und April 1958 sechs weitere Songs), Big Joe Turner (22. Januar 1958 vier Titel), Ruth Brown (30. Juli 1958 drei Titel, 28. Oktober 1958 bei Mama He Treats Your Daughter Mean, 5-10-15 Hours und zwei weitere Songs), LaVern Baker (11. September 1958 I Cried A Tear und drei weitere, 18. Dezember 1958 bei vier Titeln) oder Clyde McPhatter, wo oft sein charakteristisch stotterndes Stakkato-Saxophon hörbar ist. Erstmals spielte er Tenorsaxophon bei der Coasters-Aufnahmesession am 17. März 1958, wo er bei Yakety Yak und drei weiteren Aufnahmen zu hören ist. Erneut machte er sich am 11. Dezember 1958 bei Charlie Brown und zwei weiteren Titeln für die Coasters nützlich.
Curtis nutzte die Zeit bei Atlantic Records auch, um sich mit weiteren Sessionmusikern zu Aufnahmen zusammenzuschließen. Am 5. Februar 1958 versammelte er Sessionmusiker als King Curtis Octet um sich und spielte vier Titel ein. Am 1. Juli 1958 tauchte sein Name beim King Curtis Sextet bei drei Titeln auf, am 24. April 1959 spielte er Henry Mancinis Peter Gunn ein.
Inzwischen hatte Curtis seine Saxophon-Dienste beispielsweise Buddy Holly am 10. September 1958 bei Reminiscing (hat Curtis zusammen mit Holly komponiert) und für die überhaupt erste Single von Waylon Jennings (Jole Blon, aufgenommen in derselben Session), den Shirelles bei Boys oder Clyde McPhatter für A Lover’s Question angeboten. Am 27. September 1958 (und nochmals am 4. und 20. Oktober 1958) begleitete er die Three Suns auf deren LP Swingin’ On A Star, danach tauchte Curtis auch bei dem Millionenseller Kansas City in der Fassung von Wilbert Harrison auf, der im Februar 1959 aufgenommen wurde. Kurz darauf begleitete er die Drifters am 6. März 1959 bei There Goes My Baby, im November 1959 erschien seine erste eigene LP Have Tenor Sax Will Blow, die seine Instrumentenfähigkeiten zum Ausdruck brachte.

## Die 1960er Jahre
Curtis konzentrierte sich in den folgenden Jahren auf LPs und war weiterhin häufiger Gast in Tonstudios. Bei dem kleinen Label Prestige entstanden am 18. September 1960 die Titel Do You Have Soul Now? Jeep's Blues, Soul Meeting, What Is This Thing Called Love?, Lazy Soul und All The Way, aufgenommen in den Tonstudios von Rudy Van Gelder (Englewood Cliffs, New Jersey) mit Nat Adderley (Kornett), Wynton Kelly (Piano), Sam Jones (Bass) und Belton Evans (Schlagzeug). Auf der für den 25. April 1961 anberaumten Session wurden für die LP Trouble in Mind die Songs Trouble in Mind, But That’s Allright, I Have To Worry und Jivin‘ Time eingespielt. In der Session vom 19. September 1961 entstanden The Hucklebuck / So Rare; am 5. Januar 1962 Free for All, Low Down, I’ll Wait For You; am 15. Februar 1962 When the Saints Go Marchin’ In. Für TruSound Records wurden am 19. und 22. September 1961 Titel für die LP Old Gold verewigt. Dasselbe Plattenlabel terminierte für den 11. Juli 1961 und 5. Januar 1962 Sessions für die LP It’s Party Time, am 15. Februar 1962 wurden Songs für die LP Doin‘ The Dixie Twist aufgenommen.
Ein intensives Labelhopping brachte King Curtis danach zu Enjoy Records (1961–62), King Records (King Curtis Stomp / Steel Guitar Rag; 1962 #5647), Capitol Records (1962–65) und schließlich im Jahr 1965 zurück zu Atlantic Records, wo er bis zu seinem Tod blieb. Für dessen Tochterlabel spielte er die LP Live at Small’s Paradise in Harlem (Atco #33-198) ein, live aufgenommen am 22. Juli 1966 und veröffentlicht im Februar 1967. Es entstanden Titel wie There Is Something On Your Mind zusammen mit Cornell Dupree, Jimmy Spruill und Joe Puma (Gitarre), Paul Griffin (Piano), Charles Rainey (Bass), Willie Bridges (Baritonsaxophon), Melvin Lastie (Kornett) und Ray Lucas (Schlagzeug).

King Curtis – Spanish Harlem

Seine kommerzielle Instrumentalmusik brachte ihm lediglich bescheidene Hitparadenerfolge ein. Beste Platzierung erreichte seine im Februar 1962 veröffentlichte Single Soul Twist mit einem R&B-Number-1-Hit und Rang 17 der Pop-Hitparade, die überhaupt erste Platte des kleinen Labels Enjoy. Hier wurde er von seiner Begleitband Noble Knights (später Kingpins) unterstützt, die sich aus Paul Griffin (Piano), Ernie Hayes (Orgel), Al Casey oder Billy Butler (Gitarre), Jimmy Lewis oder Jerry Jermott (Bass) und Ray Lucas (Schlagzeug) zusammensetzte. Spätere Bandmitglieder waren Cornell Dupree und Hugh McCracken (Gitarre), Richard Tee (Piano), Chuck Rainey (Bass) und Pretty Purdie (Schlagzeug). Bei Capitol entstanden für seine LP Soul Serenade am 24. Januar 1964 unter anderem die Klassiker Honky Tonk und Night Train. Zusammen mit seinem ehemaligen Atlantic-Sessionkollegen Al Caiola nahm er im selben Jahr den Guitar Boogie Shuffle auf. Capitol war unzufrieden über die schlechten Hitparadenergebnisse, sodass Curtis nach drei Jahren zu Atlantic Records wechselte. Hier wurde wiederum beim Tochterlabel Atco Records im Oktober 1966 die LP That Lovin‘ Feelin‘ herausgebracht, im März 1967 kam die LP Plays The Great Memphis Hits auf den Markt, mit der er sich auf Instrumentalversionen großer Vokalhits konzentrierte. Hieraus wurde das rhythmusintensive Jump Back als Single ausgekoppelt. Die Instrumentalversionen großer Vokalhits setzte er mit der LP King Size Soul im Dezember 1967 fort.
Zusammen mit Jerry Wexler begann er Aufnahmen für andere Interpreten zu produzieren, später auch alleine. Zu den Künstlern, die er produzierte, gehörten Freddy King, Roberta Flack, Delaney & Bonnie, Donny Hathaway und Sam Moore. Beim Montreux Jazz Festival 1971 trat er gemeinsam mit Champion Jack Dupree auf.
Zwischen 1962 und 1971 brachte er 15 Hot100-Hits hervor. Er tauchte bei knapp 220 LPs als Sessionspieler auf. King Curtis galt deshalb als einer der produktivsten Sessionspieler der fünfziger und frühen 1960er Jahre, wobei ihm die Produzenten häufig die Freiheit von improvisatorischen Solos ließen. Er nahm jedoch eine große Anzahl eigener Instrumentalaufnahmen mit seinen Tenor- oder Altsaxophon, manchmal auch mit Gitarre, auf.

## Tod
Am 13. August 1971 wurde King Curtis vor seiner New Yorker Wohnung von einem Drogenabhängigen erstochen. Auf Curtis’ Beerdigung waren unter anderem Aretha Franklin, Jerry Wexler, Stevie Wonder, Duane Allman und Rev. Jesse Jackson zugegen. Die Allman Brothers bauten als Tribut bei einem Konzert kurz nach Curtis’ Tod die Soul Serenade in ihr You Don’t Love Me ein.

## Diskografie

### Alben
| Jahr | Titel                   | Höchstplatzierung, Gesamtwochen, AuszeichnungChartplatzierungen (Jahr, Titel, Platzierungen, Wochen, Auszeichnungen, Anmerkungen) | Höchstplatzierung, Gesamtwochen, AuszeichnungChartplatzierungen (Jahr, Titel, Platzierungen, Wochen, Auszeichnungen, Anmerkungen) | Anmerkungen |
| Jahr | Titel                   | US | R&B | Anmerkungen |
| ---- | ----------------------- | --- | --- | ----------- |
| 1964 | Soul Serenade           | US103 (12 Wo.)US | — |             |
| 1967 | The Great Memphis Hits  | US185 (12 Wo.)US | R&B11 (11 Wo.)R&B |             |
| 1968 | King Size Soul          | US168 (9 Wo.)US | R&B25 (4 Wo.)R&B |             |
| 1968 | Sweet Soul              | US198 (2 Wo.)US | — |             |
| 1968 | The Best of King Curtis | US190 (4 Wo.)US | — |             |
| 1969 | Instant Groove          | US160 (3 Wo.)US | — |             |
| 1970 | Get Ready               | — | R&B37 (8 Wo.)R&B |             |
| 1971 | Live at Fillmore West   | US54 (15 Wo.)US | R&B9 (12 Wo.)R&B |             |
| 1972 | Everybody’s Talkin’     | US189 (3 Wo.)US | R&B48 (2 Wo.)R&B |             |

grau schraffiert: keine Chartdaten aus diesem Jahr verfügbar
Weitere Alben
- The Good Old Fifties (1959) auf Atco
- Have Tenor Sax, Will Blow (1959) auf Atco
- King Soul (1960) auf Prestige
- Soul Meeting (1960) auf Prestige
- Party Time (1961) auf Tru
- Old Gold (1961) auf Tru
- Doin’ the Dixie Twist (1962) auf Tru
- Country Soul (1962) auf Capitol
- Soul Twist and Other Golden Classics (1962) auf Collectables
- Plays Hits Made by Sam Cooke (1965) auf Capitol
- Live at Small’s Paradise (1966) auf Atco
- That Lovin’ Feeling (1966) auf Atco
- King Curtis, Champion Jack Dupree: Blues at Montreux (1971) auf Atlantic bzw. Collectables
- Mr. Soul (1972) auf Ember
- Soul Time (197?) auf Up Front
- Live in New York (1985) auf JSP

### Singles
| Jahr | Titel Album                      | Höchstplatzierung, Gesamtwochen, AuszeichnungChartplatzierungen (Jahr, Titel, Album, Platzierungen, Wochen, Auszeichnungen, Anmerkungen) | Höchstplatzierung, Gesamtwochen, AuszeichnungChartplatzierungen (Jahr, Titel, Album, Platzierungen, Wochen, Auszeichnungen, Anmerkungen) | Anmerkungen                       |
| Jahr | Titel Album                      | US | R&B | Anmerkungen                       |
| ---- | -------------------------------- | --- | --- | --------------------------------- |
| 1962 | Soul Twist                       | US17 (13 Wo.)US | R&B1 (18 Wo.)R&B | King Curtis and the Noble Knights |
| 1962 | Beach Party                      | US60 (8 Wo.)US | — | King Curtis and the Noble Knights |
| 1963 | Do the Monkey                    | US92 (2 Wo.)US | — |                                   |
| 1964 | Soul Serenade                    | US51 (12 Wo.)US | R&B20 (10 Wo.)R&B |                                   |
| 1965 | Spanish Harlem                   | US89 (3 Wo.)US | — |                                   |
| 1966 | Something on Your Mind           | — | R&B31 (5 Wo.)R&B |                                   |
| 1967 | Jump Back                        | US63 (6 Wo.)US | — |                                   |
| 1967 | Memphis Soul Stew                | US33 (9 Wo.)US | R&B6 (10 Wo.)R&B | King Curtis & the Kingpins        |
| 1967 | Ode to Billie Joe                | US28 (6 Wo.)US | R&B6 (9 Wo.)R&B | The Kingpins                      |
| 1967 | For What It’s Worth              | US87 (4 Wo.)US | — | King Curtis & the Kingpins        |
| 1967 | I Was Made to Love Her           | US76 (6 Wo.)US | R&B49 (2 Wo.)R&B | King Curtis & the Kingpins        |
| 1968 | (Sittin’ On) The Dock of the Bay | US84 (5 Wo.)US | — | King Curtis & the Kingpins        |
| 1968 | Valley of the Dolls              | US83 (2 Wo.)US | — | King Curtis & the Kingpins        |
| 1968 | I Heard It Through the Grapevine | US83 (3 Wo.)US | — | King Curtis & the Kingpins        |
| 1968 | Harper Valley PTA                | US93 (2 Wo.)US | — | King Curtis & the Kingpins        |
| 1969 | Instant Groove                   | — | R&B35 (2 Wo.)R&B | King Curtis & the Kingpins        |
| 1970 | Get Ready                        | — | R&B46 (2 Wo.)R&B | King Curtis & the Kingpins        |
| 1971 | Whole Lotta Love                 | US64 (6 Wo.)US | R&B43 (4 Wo.)R&B | King Curtis & the Kingpins        |

## Wichtige Einflüsse
- Louis Jordan (1908–1975), afroamerikanischer Jazz- und Rhythm-and-Blues-Musiker
- Earl Bostic (1913–1965), Altsaxophonist, Arrangeur und Komponist im Jazz
- Illinois Jacquet (1922–2004), Jazzmusiker
- Arnett Cobb (1918–1989), Jazz-Saxophonist

Curtis selbst beeinflusste Musiker wie Clarence Clemons, Michael Brecker, Junior Walker, Brother Vernard Johnson und Tom Scott.
Auch Robbie Robertson von The Band soll King Curtis einmal als einen seiner wichtigsten Einflüsse genannt haben.